# Rajouri (Distrikt)
Der Distrikt Rajouri (Urdu ضلع راجوری) ist ein Verwaltungsdistrikt im indischen Unionsterritorium Jammu und Kashmir. 
Die Line of Control liegt im Westen des Distrikts und im Norden grenzt der Distrikt Punch an Rajouri. Der Verwaltungssitz ist Rajouri.
Der Boden ist fruchtbar. Mais und Reis sind die Hauptprodukte der Landwirtschaft. Der Nowshera Tawi, der im Pir Panjal entspringt, fließt durch den Distrikt.

## Verwaltung
Der Distrikt besteht aus den Tehsils: Rajouri, Darhal sunderbani, Koteranka, Nowshera, Thannamandi und Kalakot sowie neun Blöcken. Jeder Block besteht aus einer Reihe von Panchayats.
Der Distrikt hat vier Wahlkreise: Nowshera, Darhal, Rajouri und Kalakote.

## Bevölkerung
Nach der Volkszählung von 2011 hatte der Distrikt 642.415 Einwohner. Damit liegt er auf Platz 514 von 640 in Indien. Die Bevölkerungsdichte betrug 235 Menschen pro Quadratkilometer. Der Bevölkerungszuwachs von 2001 bis 2011 betrug 32,93 %. Die Geschlechterverteilung betrug 860 Frauen auf 1000 Männer. Die Alphabetisierungsrate war im Durchschnitt 68,17 %.
Urdu und Englisch sind die Hauptsprachen des Distrikts, aber es werden auch Gujri, Pahari und Dogri gesprochen. Gujri wird meist von den Gujjar und Bakarwal gesprochen. Während die Gujjar Bauern sind, sind die Barkarwal nomadische Hirten.
Nach der Volkszählung von 2001 ist die Religionszugehörigkeit 50 % Muslime, 48 % Hindus, 2 % Sikhs oder andere.